# Fausto Vicino
Fausto Vicino (Venezia, 28 marzo 1937) è un ex calciatore italiano, di ruolo centrocampista.

## Carriera
Esordisce in Serie D nel 1957 col Bagheria, e due anni dopo (nel 1959) milita nella medesima categoria con la Pro Mogliano e l'anno seguente va al Treviso in Serie C. Nel 1961 passa al Parma con cui disputa due campionati di Serie B per un totale di 53 presenze e 5 gol.
Negli anni successivi gioca altre 8 gare in due campionati di Serie B con il Venezia, inframmezzati da un anno in Serie C con la Mestrina.
Chiude la carriera in Serie C con la Maceratese.